# 岡崎雪聲
岡崎 雪聲（おかざき せっせい、1854年2月26日（嘉永7年1月29日） - 1921年（大正10年）4月16日）は、明治から大正の鋳造師、彫金家。彫刻家の渡辺長男は娘婿。

## 略歴

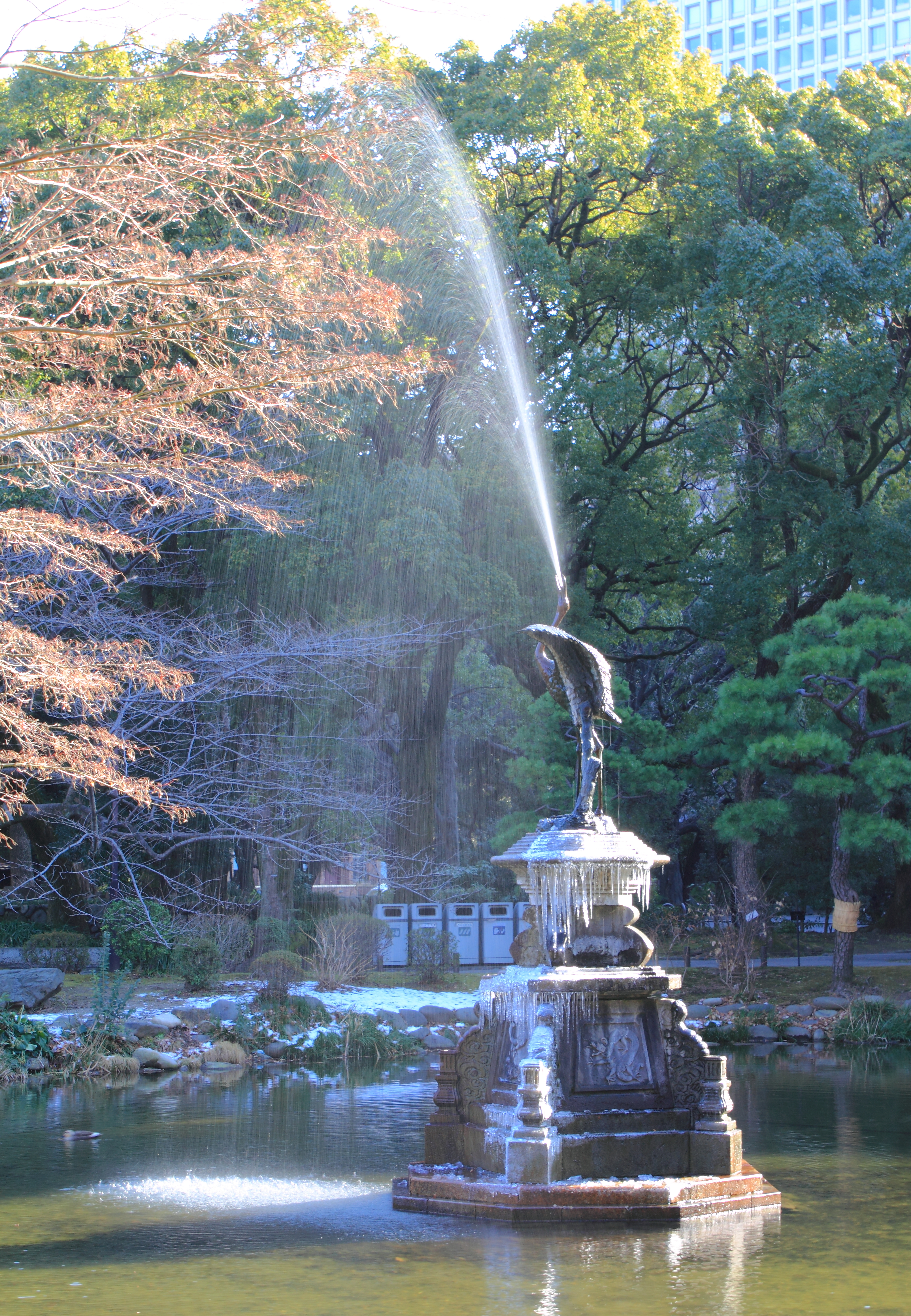
日比谷公園「鶴の噴水」（1905年津田信夫と共作）。

嘉永7年（1854年）、現在の京都府京都市伏見区の釜師、岡崎貞甫の子として生まれる。本名は庄次郎。釜師としての技術を習得後に21歳のときに上京し鋳工を学び、鋳金家の鈴木政吉の門人となった。
明治22年（1889年）のパリ万国博覧会に出品した作品が2等を射止め、また並行して各地の古仏像の調査研究を鋳造の面から研究してその名を高めたことで、後に岡倉覚三（天心）の知己を得て、明治23年（1890年）に東京美術学校鋳金科の教師となる。明治25年（1892年）に制作した『執金剛神』像がシカゴ万国博覧会出品作に選ばれるなど、その後も精力的に作品を制作し、同29年（1896年）には鋳金科教授となった。日本美術院の設立にも名を連ね、香取秀真や津田信夫ら数多くの鋳金家を育てた。墓所は東京都文京区向丘の清林寺。

## 鋳造
雪聲は彫金技術もさることながら、その鋳造技術が高く評価され数多くの彫刻家の作品の鋳造に関わっている。著名なものだけでも高村光雲が原型を作った西郷隆盛像、渡辺長男の日本橋欄干彫刻、軍神広瀬中佐像、竹内久一の日蓮上人立像、横浜市掃部山公園の井伊直弼像などがある。中でも皇居外苑の楠木正成像の制作の際はその巨大な像を鋳造するための技術を習得するために単身自費で渡米し、日本で初めての分解鋳造法による鋳造を行ったことでも知られる。